# Acacia adenocalyx
Acacia adenocalyx é uma espécie de leguminosa do gênero Acacia, pertencente à família Fabaceae.